# Athamas nitidus
Athamas nitidus är en spindelart som beskrevs av Jendrzejewska 1995. Athamas nitidus ingår i släktet Athamas och familjen hoppspindlar. Inga underarter finns listade.